# Estupro coletivo

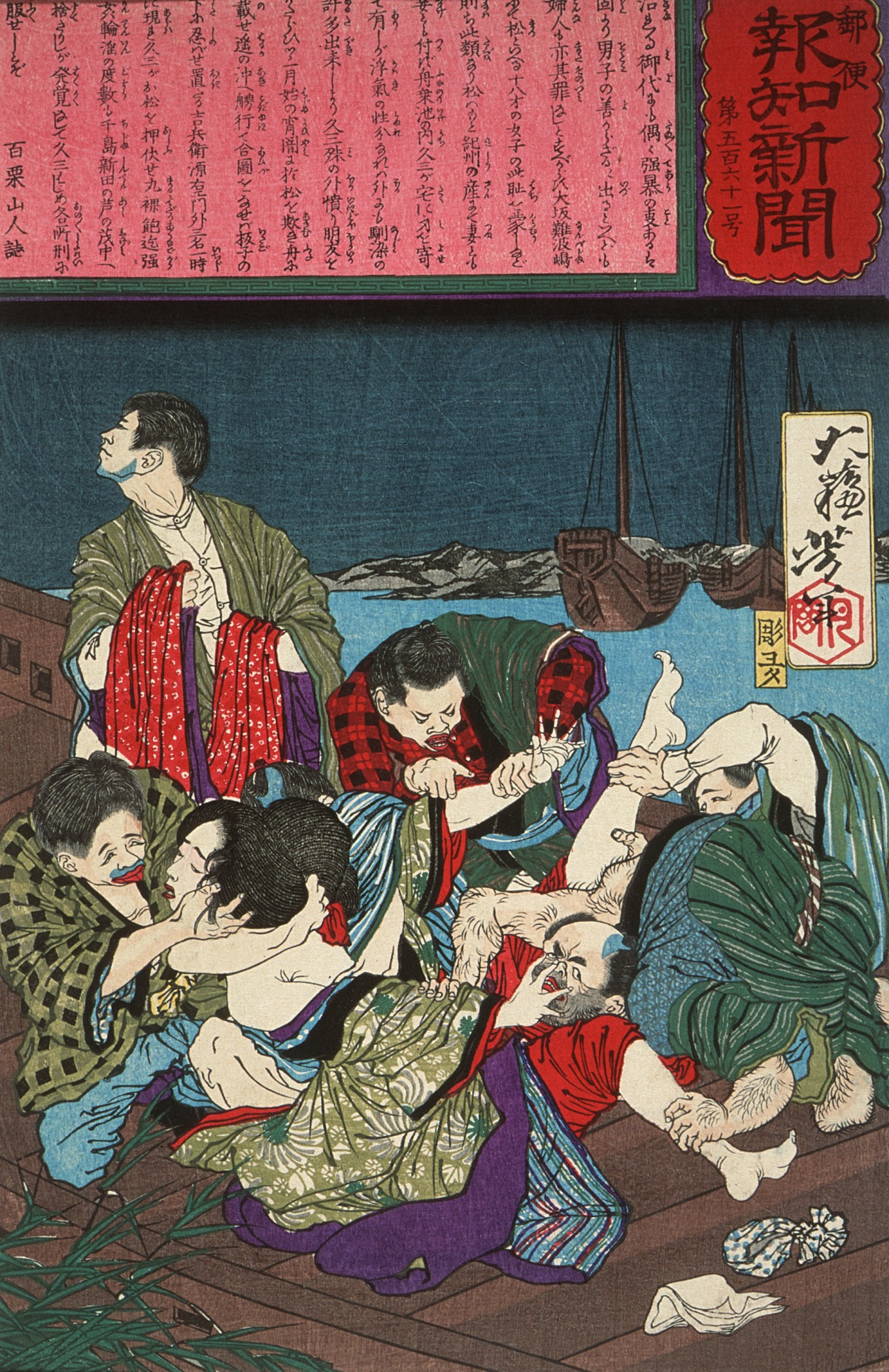
Ilustração do século XIX por Tsukioka Yoshitoshi, ilustrando um caso de estupro em grupo no O Jornal Postal (hoje Hochi Esportivo).

Estupro coletivo é uma forma de violência sexual envolvendo dois ou mais agressores. É uma ocorrência frequente em períodos de guerras e, devido a gangues, usado como um método de punição, controle social, criação de laços afetivos e como rito de passagem.

## Causas e características
Estupros coletivos muitas vezes envolvem três ou mais homens como agressores. Esses estupros têm características além daquelas encontradas em estupro por indivíduos; por exemplo, os agressores tendem a ser mais jovens e cometer crimes em série, a quadrilha frequentemente vive sob influência de drogas ou álcool, são do mesmo grupo étnico ou religião ou local de residência, formando assim um grupo de pressão dos pares muito unido, incentivado pelo comportamento de seus colegas criminosos. Os estupros coletivos são mais violentos; as lesões sexuais e não sexuais à vítima são muitas vezes muito mais graves. Os membros das gangues ou grupo normalmente desumanizam a vítima alvo, antes e durante o estupro.
Os estupros coletivos durante as guerras civis e tumultos étnicos têm a dimensão adicional de se tornarem um meio de vingança, enviando uma mensagem para a comunidade das vítimas, induzindo o medo no adversário ao mesmo tempo criando um sentimento de solidariedade entre os soldados, militantes ou entre grupo agressor.
O estupro coletivo é, por vezes estereotipado na mídia como um crime de pobres, de minorias ou cultural; no entanto, as taxas de incidência de estupro coletivo são altas entre ricos em campi universitários de ricos, entre não minorias e cada cultura. Em todos os lugares há uma tendência em culpar a vítima; no entanto, os estupros coletivos são quase sempre premeditados em seu intento, há uma vítima-alvo, causas de prova social psicológica. Alguns eventos como guerras civis, propagandas de ódio e conflitos étnicos aumentam a taxa de incidência de estupros coletivos.

## Prática ritual
No vale do Amazonas, o estupro coletivo é uma forma de intimidação contra as mulheres. Entre os índios Xingus, as mulheres são proibidas de ver um ritual onde os homens tocam a kauka, uma flauta, sendo punida com o estupro coletivo que é atribuído ao espírito operando através dos homens.
Na Papua-Nova Guiné, o estupro era considerado uma forma de rito de passagem do jovem homem para a vida adulta. Atualmente, iniciados em gangues urbanas chamadas raskol replicam tais ataques na forma de estupros coletivos, sendo mais considerados os que forem dirigidos contra as mulheres de descendência europeia ou mulheres da elite.

## Jurisdição

### Brasil
Segundo a delegada e presidente da Associação de Delegados, Nadine Anflor, estupros coletivos não são tão raros como se imagina. O medo dos vários agressores, diz, torna o crime subnotificado entre as violências contra a mulher.
Em 31 de maio de 2016, o Senado Federal aprovou o agravamento da pena para condenados por estupro coletivo, previsto no Projeto de Lei do Senado 618/2015, da senadora Vanessa Grazziotin (PCdoB-AM). O texto, que teve o relatório da senadora Simone Tebet (PMDB-MS), foi apresentado no ano passado, ganhou destaque após a repercussão do estupro de uma jovem no Rio de Janeiro. O Código Penal brasileiro estabelece pena de reclusão de 6 a 10 anos para o crime de estupro e se for coletivo, a pena já é aumentada em um quarto, o que eleva a punição máxima para 12 anos e meio de prisão. A proposta aumenta para um terço da pena, ampliando o tempo máximo de prisão para pouco mais de 13 anos.
Casos
- Em 2016 uma jovem de 16 anos foi vítima de um estupro coletivo composto por mais de trinta homens no Rio de Janeiro e outra jovem em Bom Jesus sofreu a violência de cinco homens.  A ONU Mulheres Brasil emitiu uma nota pública em repúdio a esses acontecimentos e solicitando aos poderes públicos dos estados do Rio de Janeiro e do Piauí que seja incorporada a perspectiva de gênero na investigação, processo e julgamento de tais casos, para acesso à justiça e reparação às vítimas, evitando a sua revitimização.[19]

- No dia 27 de maio de 2015 uma jovem de 17 anos foi estuprada, agredida e arremessada do alto de um penhasco no interior do Piauí. Ela morreu dez dias depois por esmagamento da face, lesões no pescoço e no tórax. A equipe médica não conseguiu evitar as complicações decorrentes das hemorragias.[20]

- Em Juiz de Fora, no dia 28 de junho, uma garota de 13 anos foi estuprada por ao menos oito pessoas e teve as imagens do crime publicadas na internet. A violência teria acontecido após uma festa junina e os responsáveis seriam traficantes da região.[21]

- Em outubro de 2016 uma vendedora de roupas de 34 anos foi atacada durante a madrugada, ela estava em um bar no bairro Lagoinha acompanhada por um amigo quando quatro jovens que seriam ligados ao tráfico local a arrastaram até o banheiro do estabelecimento. De lá, ela foi levada a uma rua mais afastada onde acabou violentada por pelo menos 10 homens - durante o ato, os criminosos a agrediram com socos e chutes.[22]

- Em 13 de janeiro de 2017 uma menina de 11 anos foi vítima de estupro coletivo no bairro Recanto das Emas, no Distrito Federal, Um homem de 20 anos foi preso e quatro adolescentes foram apreendidos em flagrante.[23]

## Em tempos de conflitos armados
Os principais conflitos étnicos e guerras dos últimos 50 anos testemunharam uma campanha de estupros coletivos.
A guerra do Congo assistiu a milhares de estupros coletivos a cada semana, com cada centro de socorro relatando 10 ou mais vítimas diárias de estupros e violência doméstica contra mulheres. O genocídio ruandês de 1994 testemunhou numerosos estupros por soldados. A Guerra da Bósnia durante a década de 1990 viu uma campanha semelhante de estupros coletivos. 
Nos anos 2000, a guerra civil em países devastados como Sudão, Afeganistão, Síria e Paquistão relataram altas taxas de estupros coletivos por soldados do governo, bem como por militantes islâmicos. Incidentes semelhantes foram registrados na Líbia, e no Mali.